# 39382机遇星
39382机遇星（39382 Opportunity），也被命名为“2696 P-L”，是一颗位于主小行星带最外层，直径约7.5公里的黑色希尔达族小行星。1960年，在帕洛马山天文台的帕洛马-莱顿测量期间发现了它，并以美国宇航局的机遇号火星车进行了命名。

## 发现
1960年9月24日，荷兰天文学家英格丽德和科内利斯·约翰内斯·范豪滕夫妇从荷兰裔美籍天文学家汤姆·赫雷尔斯在美国加利福尼亚州帕洛玛山天文台拍摄的照相底片中发现了“机遇星”。

### 测量编号
巡天名称的“P-L”代表“帕洛马-莱顿”，以帕洛马尔山天文台和莱顿天文台所命名，后者在20世纪60年代合作完成了卓有成效的帕洛马尔-莱顿测量。赫雷尔斯使用了帕洛马山天文台的塞缪尔·奥斯钦望远镜（也称为48英寸施密特望远镜），并将照相底片寄送给了莱顿天文台的英格丽德和科内利斯·约翰内斯·范豪滕，在那里进行了天体测量，此三人因发现了数千颗小行星而受到称赞。

## 轨道和分类
“机遇星”位于主小行星带最外层区域，为希尔达族中的一员，它们被认为是一大群起源于柯伊伯带的小行星，与气态巨行星木星保持3:2的共振轨道运行，这意味着木星每绕太阳运行2圈，一颗希尔达小行星则将完成3圈。
“机遇星”以3.2–4.8个天文单位的距离，每7年11个月（2880天）环绕太阳运行一周。其轨道相对于黄道的偏心率为0.20，倾角为3°。该小行星的轨道没有穿越任何行星轨道，不会被木星的引力场拉出轨道。因此，这颗小行星很可能会在稳定的轨道上运行数千年。

该天体的觀測弧始于其正式的发现观察，因为没有事先的鉴别也没进行过回溯发现。

## 物理特性

### 直径和反照率
根据美国国家航空航天局的廣域紅外線巡天探測衛星及后续近地天体任务进行的测量，“机遇星”直径7.45公里，表面反照率0.061，为典型的碳质小行星特征。对于绝对星等14.5的天体，一般的星等-直径转换公式给出的直径为7公里并推测反照率为0.05。

### 光度曲线
截至2017年，该小行星的成分、形状及自转周期仍不得而知。

## 命名
该小行星是根据它的发现者英格丽德·范豪滕-赫鲁内费尔德提议，以火星探测车机遇号所命名。2004年9月28日，小行星中心公布了命名核准引文（小行星通告52770）。而小行星37452勇气星则是以机遇号的孪生火星车勇气号所命名。